# نقطه کور (فیلم ۱۳۹۴)
نقطه کور با نام قبلی ۲۳ روز پس از دردسر بزرگ و نازنین سومین فیلم بلند سینمایی مهدی گلستانه محسوب می‌شود. این فیلم به کارگردانی و تهیه‌کنندگی مهدی گلستانه و نویسندگی احسان بیگلری محصول سال ۱۳۹۴ است. این فیلم برای نمایش در بخش سودای سیمرغ سی و چهارمین دوره جشنواره فیلم فجر پذیرفته شده‌است.

## خلاصه داستان
این فیلم داستان خسرو است که ۲۳ روز بر پهنه دریا و به دور از خانواده‌اش گذرانده‌است. او با دنیایی از ابهامات فکری که تمام مدت همراه او بوده وارد خانه‌اش در تهران می‌شود اما تمامی ذهنیت‌هایش عینیت یافته و قادر به مقابله با مسائل پیش آمده نیست.

## بازیگران
- محمدرضا فروتن
- هانیه توسلی
- شقایق فراهانی
- محسن کیایی
- خاطره اسدی
- مریم بوبانی
- نیکی مظفری
- علیرضا زمانی‌نسب
- یونا تدین
- نیوشا جهانی
- نیوشا گودرزی
- حسام رحیمی منش
- احسان عباسی
- نیلوفر یزدان پرست
- نرگس یزدان پرست